# 恵城区
恵城区（けいじょうく）は中華人民共和国広東省恵州市に位置する市轄区。

## 歴史
1964年に県級市の恵州市が恵陽県より分割設置された。1988年に地級市の恵州市が設立された際、旧恵州市が市轄区の恵城区に改編され現在に至る。

## 行政区画
下部に10街道、8鎮を管轄する
- 街道
  - 橋東街道、橋西街道、江南街道、江北街道、竜豊街道、河南岸街道、恵環街道、陳江街道、水口街道、小金口街道
- 鎮
  - 汝湖鎮、三棟鎮、潼湖鎮、瀝林鎮、馬安鎮、横瀝鎮、芦洲鎮、潼僑鎮

## 交通

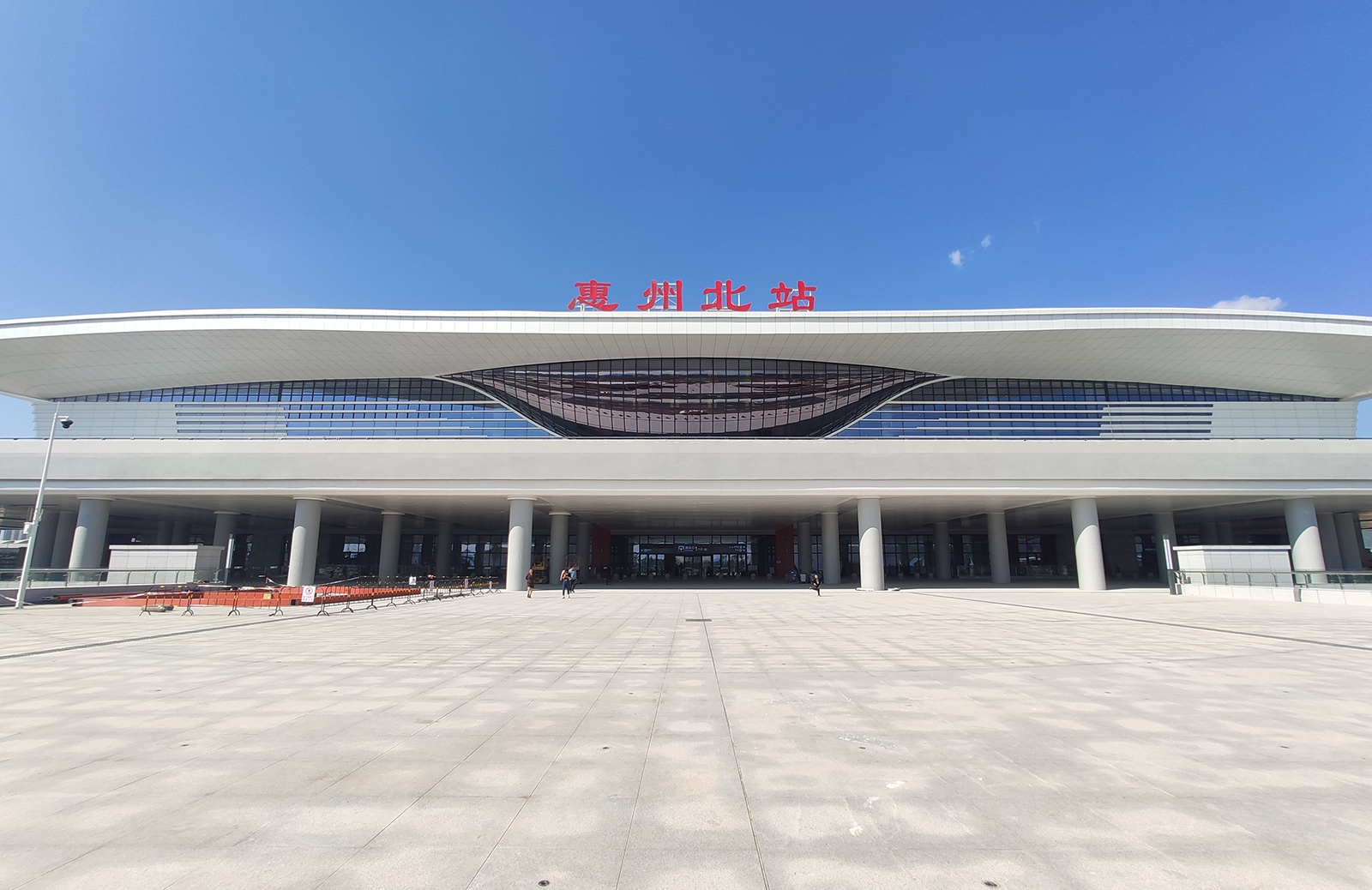
恵州北駅

### 鉄道
- 京九線
  - 恵州駅
- 贛深旅客専用線（中国語版）
  - 恵州北駅、仲愷駅
- 広汕線（中国語版）
  - 恵州南駅
- 広恵都市間鉄道

### 道路
- 高速道路
  -  瀋海高速道路
  -  長深高速道路
  -  武深高速道路（中国語版）
  -  甬莞高速道路（中国語版）
  -  広竜高速道路（中国語版）
  -  広恵高速道路（中国語版）
  -  恵大高速道路（中国語版）
  -  韶恵高速道路（中国語版）
- 国道
  - G205国道（中国語版）
  - G324国道